# Richmond Hill (Geórgia)
Richmond Hill é uma cidade localizada no estado americano de Geórgia, no Condado de Bryan.

## Demografia
Segundo o censo americano de 2000, a sua população era de 6959 habitantes.
Em 2006, foi estimada uma população de 9806, um aumento de 2847 (40.9%).

## Geografia
De acordo com o United States Census Bureau tem uma área de
26,4 km², dos quais 26,3 km² cobertos por terra e 0,1 km² cobertos por água. Richmond Hill localiza-se a aproximadamente 3 m acima do nível do mar.

## Localidades na vizinhança
O diagrama seguinte representa as localidades num raio de 24 km ao redor de Richmond Hill.